# Rak śluzowy sutka
Rak śluzowy (mucinous carcinoma) zwany także rakiem koloidalnym (colloid carcinoma) -
rzadko występujący podtyp raka sutka o pośrednim stopniu złośliwości, dający przerzuty stosunkowo późno. Przyczynami zmniejszonej złośliwości jest wysoki wiek pacjentek (u starszych osób angiogeneza potrzebna do wzrostu guza jest zmniejszona) oraz obfita produkcja śluzu przez komórki nowotworowe, utrudniająca naciekanie podścieliska. Struktury guza są stosunkowo dobrze odgraniczone od sąsiednich komórek, wymaga więc różnicowania z rozrostowymi zmianami łagodnymi.